# Bläckkardinal
Bläckkardinal (Amaurospiza moesta) är en fågel i familjen kardinaler inom ordningen tättingar.

## Kännetecken och levnadssätt
Bläckkardinal är en kompakt finkliknadne fågel med litet huvud och en grå kort och konformad näbb. Hanen är skifferblå och honan brun. Undersida av vingen är vit, men detta kan vara svårt att se. Sången består av en behaglig snabb melodi. Fågeln förekommer i undervegetation i skogar med tillgång på bambu.

## Utbredning och systematik
Fågeln förekommer lokalt från sydöstra Paraguay till östra Brasilien och nordöstra Argentina (Misiones). Taxonomin kring arten är omtvistad. Birdlife International och internationella naturvårdsunionen IUCN inkluderar även indigokardinal (A. concolor, utom taxonet relicta), ecuadorkardinal (A. aequatorialis) och carrizalkardinal (A. carrizalensis) i arten. 

## Status
IUCN kategoriserar arten som livskraftig, men inkluderar även nominatformen av indigokardinalen, ecuadorkardinalen och carrizalkardinalen i bedömningen. Taxonet moesta kategorisades tidigare som nära hotad.